# Entylomaster dietelianus
Entylomaster dietelianus är en svampart som först beskrevs av Bubák, och fick sitt nu gällande namn av Vánky & R.G. Shivas 2006. Entylomaster dietelianus ingår i släktet Entylomaster och familjen Doassansiaceae.   Inga underarter finns listade i Catalogue of Life.